# (12697) Verhaeren
(12697) Verhaeren (1989 SK3) – planetoida z pasa głównego asteroid okrążająca Słońce w ciągu 4,68 lat w średniej odległości 2,8 j.a. Odkryta 26 września 1989 roku.